# Woldemar Friedrich von Schmettau
Woldemar Friedrich Graf von Schmettau (* 25. Februar 1749 in Celle; † 7. Juli 1794 in Plön) war ein deutscher Diplomat in dänischen Diensten und Schriftsteller.

## Leben und Wirken
Woldemar Friedrich von Schmettau war ein Sohn des Offiziers Woldemar von Schmettau und dessen Ehefrau Amalie, geborene de Croix de Frechapelle. Sein Bruder Carl (1744–1821) war ein dänisch-norwegischer General. Während seiner Kindheit mit der Familie in Schleswig bekam er Unterricht von einem Hauslehrer. 1764 reiste er mit seinem Vater nach Norwegen. Er trat in das Oldenburgische Reiterregiment ein. Aufgrund eines Duells musste er dieses 1766 verlassen.
Johann Hartwig Ernst von Bernstorff nahm den noch ungefestigten von Schmettau in den diplomatischen Dienst auf. Ab Ende 1766 arbeitete er zunächst in Dresden, 1768/69 als Legationssekretär in Madrid und von 1769 und 1771 in Warschau. Ein Jahr übernahm er vertretungsweise eine Diplomatenstelle in Madrid. 1771 wechselte er als Geschäftsträger nach Dresden, wo er am 28. Februar 1772 zum Gesandten ernannt wurde. Aufgrund seiner Schulden wurde er am 12. Februar 1773 von dort abberufen.
Karl Theodor von Pfalz und Bayern, der von Schmettau verpflichtet war, ernannte diesen zum Geheimen Rat. Bis Anfang 1775 lebte von Schmettau am Hof von Mannheim, wo er sich aufgrund seiner Schulden nicht etablieren konnte. 1777/78 lebte er in Paris. 1778 publizierte er eine Einführung in das deutsche Staatsrecht. Er stammte zwar aus den obersten Kreisen der Gesellschaft, hatte aufgrund seiner privaten Probleme jedoch auch Kontakt mit den niederen Schichten. Während seiner Reisen studierte er umfangreich die durchquerten Länder, insbesondere Frankreich.
1779 ließ sich von Schmettau bei seinem Vater in Plön nieder, der sich für ihn einsetzte, sodass er 1781 eine Pension aus Dänemark bekam. 1787/88 hatte er seinen Wohnsitz zwischenzeitlich in Speyer. In Plön lebte er kränklich, bemühte sich sehr um die Ordnung der persönlichen Verhältnisse, hatte jedoch bis Lebensende Schulden. 1790 bekam er Sitze im Plöner Landgericht und im Unterkonsistorium. Außerdem erstellte er auf Anfrage unbezahlt juristische Gutachten.
Von Schmettau starb unverheiratet.

## Werke
Von Schmettau schrieb 1784 einen Beitrag zur Kenntnis des französischen Staates, der nur geringe Beachtung fand. Anders hingegen seine Artikel für die Briefwechsel von August Ludwig von Schlözer, ab 1780 für die Staatsanzeigen und 1793 für das Schleswigsche Journal. Er thematisierte historische Sachverhalte und aktuelle Fragestellungen, Diskussionen zur öffentlichen Ordnung und sprach sich wiederholt gegen Missbräuche aus. Von den extremen Positionen der französischen Revolution entfernte er sich 1790.
1792 veröffentlichte von Schmettau Patriotische Gedanken eines Dänen..., die im In- und Ausland für großes Aufsehen sorgten. In seiner militärpolitischen Schrift forderte er ein geworbenes, kleines und gut ausgebildetes Heer. Insbesondere seine Beschreibung der dänischen Zustände sorgten für Kritik seitens hoher Offiziere und provozierte Gegenschriften. Die Kontroverse galt als die „Schmettow'sche Fehde“. 1793 verschärfte er den Konflikt mit einem Erläuterndem Commentar ..., der zu dem Vorwurf des Missbrauchs der Pressefreiheit führte. Bis Lebensende wich er von seinen Standpunkten, die die Öffentlichkeit überwiegend teilte, jedoch nicht ab.
Von Schmettau hatte mit seinen Schriften keinen grundsätzlichen Einfluss auf die Entwicklung der Heere in Dänemark und anderen Ländern.